# Charles d'Alleizette
Comandante Charles d'Alleizette (Aymar Charles d'Alleizette) (23 de enero de 1884 - 4 de julio de 1967) fue un militar, explorador y botánico francés.
A los 20 años se enrola en el XXIIº Regimiento de Infantería, en Hyères. Luego pasa a Tananarive (Madagascar) en 1906, Tonkín (VietNam) en 1908 y Argelia en 1901 donde permanecerá hasta 1922. y con periodos en Francia como el de casi un año en 1908. En esas estadías militares, realiza frecuentes exploraciones para recolectar especímenes de la flora en Argelia, Francia, Madagascar, Martinica, Nueva Caledonia, Vietnam, Seychelles.
De 1943 a 1950 trabaja en el Museo de Historia Natural de París, retirado del Ejército.
En 1950, se instala en Clermont-Ferrand,y trabaja en el Laboratorio de Botánica de la Facultad de Ciencias, hasta su muerte, a título de conservador del Herbario. Allí crea desde el Herbario General una colección viva, que amplia considerablemente por sus aportes personales y del intercambio con organismos extranjeros.
Se interesó particularmente en las orquídeas de Europa y de África del Norte, siendo autor de la descripción de numerosos híbridos.
En 1964, la Facultad de Ciencias, adquiere su colección de 55.000 muestras comprendiendo un poco de todos los géneros, especies, subespecies, variedades de la flora francesa, un gran número de especies del mediterráneo y de diversos países europeos,y más de 2.700 especímenes exóticos.
- La abreviatura «Alleiz.» se emplea para indicar a Charles d'Alleizette como autoridad en la descripción y clasificación científica de los vegetales.[1]

## Honores

### Epónimos
Género
- (Rubiaceae) Alleizettea Dubard & Dop[2]

31 especies y variedades, entre ellas
- Poecilostachys alleicettei, A.Camus

- Cardo Carduus x alleizettei (cardo de d'Alleizette), Arènes

## Obras
- Comte rendu de l'excursion de la Société botanique de France au Col de Galize, le 21 juillet 1927. Bull.Soc.Bot.Fr. 78:531-539. 1931

- Contribution à l'étude de la végétation des environs de Tanarive. Bull.Mus.Hist.Nat. París 17:171-189. 1911